# Takajuki Kuvata
Takajuki Kuvata (japonsko 桑田 隆幸), japonski nogometaš, * 26. junij 1941, Hirošima, Japonska.
Za japonsko reprezentanco je odigral 5 uradnih tekem.